# Vítězslav Nezval
Vítezslav Nezval (Biskoupky, 26 maggio 1900 – Praga, 6 aprile 1958) è stato un poeta, drammaturgo e romanziere ceco.

## Biografia
Fin dagli esordi fu particolarmente sensibile alle avanguardie letterarie, da Apollinaire a Majakovskij. Nelle sue prime raccolte di poesie, Il ponte, del 1922, Pantomima del 1924 e Poesie della notte, del 1930, esalta il piacere di vivere. 
Fu aderente convinto al poetismo, corrente in contrapposizione con la letteratura proletaria allora in voga, dai primi anni '30 divenne il più importante protagonista del surrealismo ceco, insieme a Karel Teige, per il quale nel 1934 redasse anche un manifesto. È proprio nell'ambito surrealista che prendono corpo le sue migliori opere drammatiche, fra le quali ricordiamo: La paura, del 1929; Gli amanti del chiosco, del 1931; Valeria e la settimana delle meraviglie, del 1935 e la raccolta Il becchino assoluto, del 1937.
Alla fine degli anni '30, il suo periodo più prolifico, diresse la sua attenzione verso tematiche civili e sociali di maggiore respiro con le opere: 52 amare ballate dell'eterno studente Robert David, del 1936 e Madre di speranza, del 1938. 
Gli anni della Seconda guerra mondiale fecero di Nezval un convinto militante per la pace e le sue raccolte Canto per la pace, del 1950 e Dalla mia casa, del 1953 confermano questo suo ulteriore indirizzo. Nel 1953 è stato proclamato artista nazionale cecoslovacco. Ci ha lasciato anche un'opera autobiografica incompleta: Dalla mia vita.

## Opere
- Il ponte, 1922
- Edison, 1928
- Poesie della notte, 1930
- Dolce far niente, romanzo, 1931
- Gli amanti del chiosco, commedia surrealista, 1932
- Il soprabito di vetro, 1932
- Cinque dita, 1932
- Il biglietto di andata e ritorno, 1933
- Addio con fazzoletto, 1934
- Mosca invisibile, romanzo, 1935
- Valeria e la settimana delle meraviglie, romanzo nero, 1935
- Donna al plurale, 1936
- Via Gît-le-cœur, romanzo, 1936
- Praga sotto la pioggia, 1936
- 52 ballate amare dell'eterno studente David, 1936
- Il becchino assoluto, 1937
- Madre Speranza, 1938
- Il passante di Praga, romanzo, 1938
- Il quadro storico, 1939
- Cinque minuti fuori di città, 1940
- Manon Lescaut, dramma, 1940
- Quadro storico, 1955
- Il grande orologio, 1949
- Canto della pace, 1950
- Ali, 1952
- Fiordalisi e città, 1955
- Oggi il sole tramonta ancora sull'Atlantide, contro gli usi militari dell'energia atomica, 1955
- Dalla mia vita, autobiografia incompiuta, 1959
- Incompiuta, postuma, del 1960.